# Don Holliday
Pour les articles homonymes, voir Holliday.

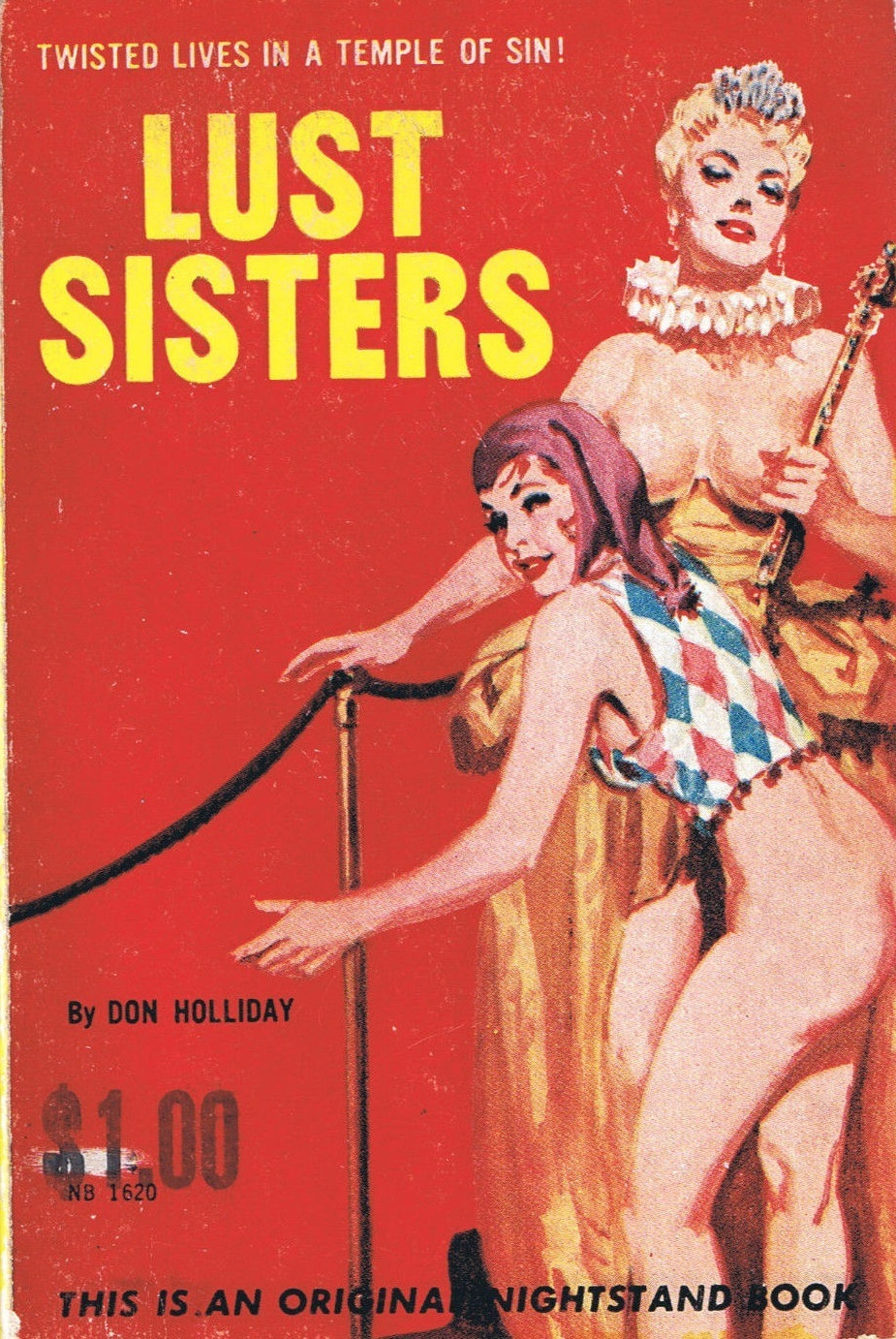
Lust Sisters par Don Holliday (Arthur Plotnick), 1962

Don Holliday est un pseudonyme utilisé par plusieurs auteurs américains pendant les années 1960, dont :
- Arthur Plotnick
- David Case (1937-2018)
- Donald E. Westlake (1933-2008)
- Hal Dresner (Harold Allan Dresner) (1937-2023)
- Lawrence Block (né en 1938)
- Robert Silverberg (né en 1935)
- Sam Dodson
- Victor J. Banis